# Zgornji Tuštanj
Zgornji Tuštanj este o localitate din comuna Moravče, Slovenia, cu o populație de 45 de locuitori.